# Wer stiehlt schon Unterschenkel?
Wer stiehlt schon Unterschenkel?, auch mit den Untertiteln und andere unglaubliche Kriminalgeschichten bzw. Kriminalfälle aus dem 21. Jahrhundert erschienen, ist eine 1977 erschienene Sammlung von acht Kurzgeschichten des deutschen Schriftstellers Gert Prokop, die durch einen Prolog in einen gemeinsamen Rahmen eingebunden sind und sich unverkennbar an George Orwells 1984 anlehnen. Die Geschichten um den zwergwüchsigen Detektiv Truckle wurden mit weiteren acht Geschichten in Der Samenbankraub fortgesetzt.

## Inhalt
Protagonist ist der zwergwüchsige Detektiv Timothy „Tiny“ Truckle, der in den USA des 21. Jahrhunderts, einer dystopischen Gesellschaft, kuriose Kriminalfälle löst. Mit Mühe kann sich Truckle eine Detektivlizenz erarbeiten, die ihn sozial besser stellt als die meisten Bewohner der Vereinigten Staaten. Gemeinsam mit seinem fortschrittlichen Computer, den er Napoleon nennt, löst Truckle seine Kriminalfälle meist aus seiner Wohnung.

## Titel
- Wer stiehlt schon Unterschenkel?
- Der Tod der Unsterblichen
- Schneewittchen und der Mann aus dem 20. Jahrhundert
- Tote stehlen nicht, oder?
- Ein Freundesdienst
- Samuel, das Monster
- Spiel auf Leben und Tod
- Die Drossel

## Die Zukunft
In den Vereinigten Staaten des 21. Jahrhunderts herrscht eine dystopische Mangelwirtschaft inmitten allumfassender Umweltverseuchung. Da das Grundwasser atomar verstrahlt ist, muss das Eis der Polkappen aufgeschmolzen werden. Gutes Essen, wie beispielsweise frischer Fisch, Wild oder anderes Fleisch ist nur noch über Verteilerlisten der Großkonzerne erhältlich. 
Beherrscht wird die Zukunft von oligopolistischen Großkonzernen, welche den Staat direkt kontrollieren. In der Stadt, in der Truckle wohnt, beherrschen streng bewachte Hochhäuser (teilweise über 1.000 Stockwerke hoch) das Stadtbild; der Preis der Apartments richtet sich nach Lage und Höhe (über der Smogschicht). Blauen Himmel kennen die Bewohner der dystopischen Zukunft nur noch aus Erzählungen; den Sonnenuntergang betrachten sie in Bars in den Hochhäusern, die über der Wolkenschicht liegen.
Medizinisch jedoch scheint die Zukunft sich fortschrittlich entwickelt zu haben, offensichtlich sind Organtransplantationen an der Tagesordnung, denn wie man in der titelgebenden Kurzgeschichte Wer stiehlt schon Unterschenkel? erfährt, stellen diese keine größeren Probleme mehr dar.

## Der große Bruder
Die Bedeutung des großen Bruders ist (in Kenntnis von Orwells 1984) gänzlich verändert und – wie sich zum Ende des Buches herausstellt – auch positiv belegt, da der große Bruder – anders als bei Orwell – die Kontaktperson zu einer Untergrundbewegung darstellt, die versucht, einen Rest von Menschlichkeit zu bewahren und die Übermacht des Konglomerates aus Regierung, NSA und Big Bossen zu unterwandern.
Hier beendet Prokop die Erzählungen, lässt den Leser aber wissen, dass Truckle Anhänger dieser Untergrundbewegung ist. Unklar bleibt jedoch (bis zu den Folgeerzählungen), was mit dem Detektiv passiert ist – ob er freiwillig für den Kampf gegen das System in den Untergrund gegangen ist oder ob er durch die Regierung als Anhänger eben jener Bewegung identifiziert und „ausgelöscht“ wurde.

## Wissenswertes
Die letzte Erzählung, deren Ende offen gestaltet wurde, findet ihre Fortsetzung in Prokops Sammlung von Erzählungen mit dem Titel Der Samenbankraub.
Die erste Geschichte über Timothy Truckle entstand anlässlich eines Wettbewerbes für utopische Erzählungen, den der Verlag Das Neue Berlin 1971 veranstaltete. Es war die Erzählung Der Tod der Unsterblichen, die zusammen mit anderen Erzählungen aus dem Wettbewerb (u. a. von Günther Krupkat und Klaus Möckel) 1975 in der Anthologie Der Mann vom Anti (hrsg. von Ekkehard Redlin) erschien. 
Der kleinwüchsige Schauspieler Peter Brownbill hat vom Rowohlt Verlag eine Option auf die Filmrechte erworben. Er selbst soll dann in einem Kinofilm oder einer Serie Timothy Truckle verkörpern.
Die Grundidee eines Detektivs, der im 21. Jahrhundert lebt, Whiskey mag, einen sprechenden Computer hat und in einer bedrohlich-finsteren Zukunft seine Fälle löst, wurde ab 1982 von Michael Koser für seine Hörspielserie Der letzte Detektiv im Bayerischen Rundfunk verwendet.
Der Utopieforscher Alexander Amberger hat Entstehungsgeschichte, Inhalt und Rezeption der dystopischen Kriminalgeschichten aus politikwissenschaftlicher Perspektive untersucht.

## Ausgaben
- Gert Prokop: Wer stiehlt schon Unterschenkel? Das Neue Berlin, ISBN 3-360-01286-0.
- Gert Prokop: Der Tod der Unsterblichen. Wilhelm Heyne Verlag, München 1984, ISBN 3-453-30780-1 (gekürzte Taschenbuchausgabe von Wer stiehlt schon Unterschenkel?).
- Gert Prokop: Die unglaublichen Kriminalfälle des Timothy Truckle, Das Neue Berlin, Berlin 2014, ISBN 978-3360021854.